# Chalk’s Ocean Airways
Chalk’s Ocean Airways («Чокс Оушн Эйрвэйз», ранее Chalks International Airlines) — бывшая американская авиакомпания со штаб-квартирой на территории округа Брауард в международном аэропорту Форт-Лодердейла.
Авиакомпания осуществляла регулярные рейсы на гидросамолётах из Форт-Лодердейла на Багамские острова. 30 сентября 2007 года министерство транспорта США отозвало лицензию у авиакомпании в связи с катастрофой рейса 101. На тот момент это была самая старая действующая авиакомпания в мире.

## История

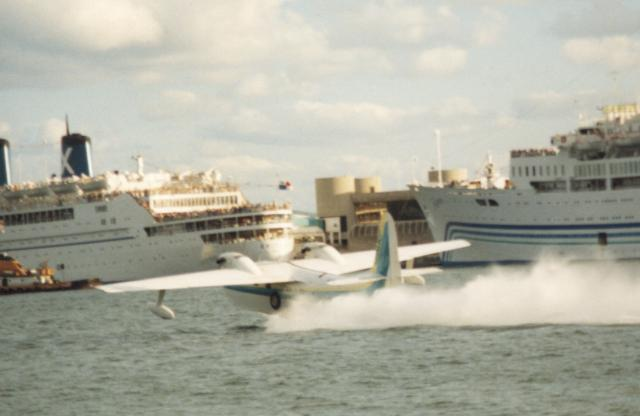
Chalk’s Turbo Mallard садится на побережье Майами, 1989

В 1917 году Артур «Пэппи» Чок (Arthur «Pappy» Chalk) основал авиакомпанию Red Arrow Flying Service, однако в конце этого же года его призвали в армию США. Только после возвращения со службы в феврале 1919 года авиакомпания осуществила первый рейс, чартерный перелет по маршруту «Майами — Бимини». Перед этим компания сменила название на Chalk’s Flying Service. Во времена «сухого закона» в США (с 1920 по 1933 годы), авиакомпания была одним из крупнейших перевозчиков контрабандного алкоголя с Багамских островов.
Первая временная авиабаза компании располагалась на курортном побережье Майами на берегу залива Бискейн. В 1926 году на острове Уотсон близ Майами была построена постоянная авиабаза, аэровокзал и штаб-квартира компании. Артур Чок управлял авиакомпанией вплоть до выхода на пенсию в 1975 году. Он умер в возрасте 88 лет в 1977 году.

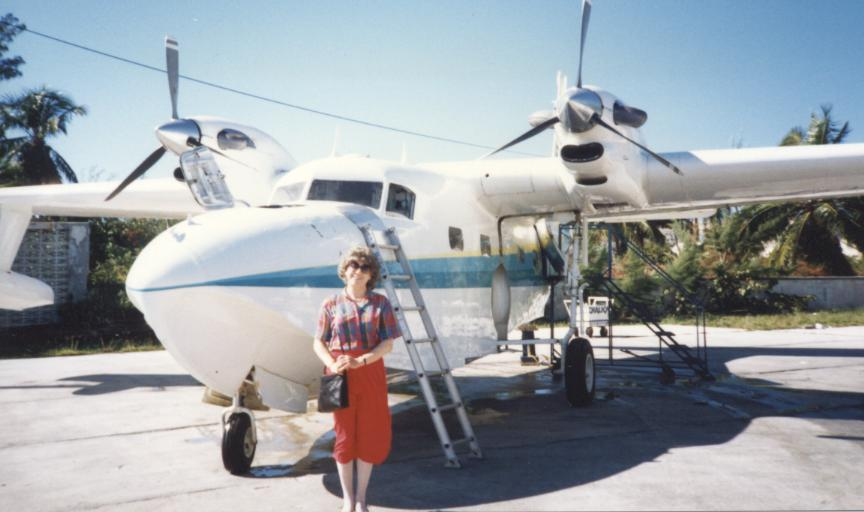
Chalk’s Turbo Mallard в Бимини на базе самолетов, Багамы, Ноябрь 1989

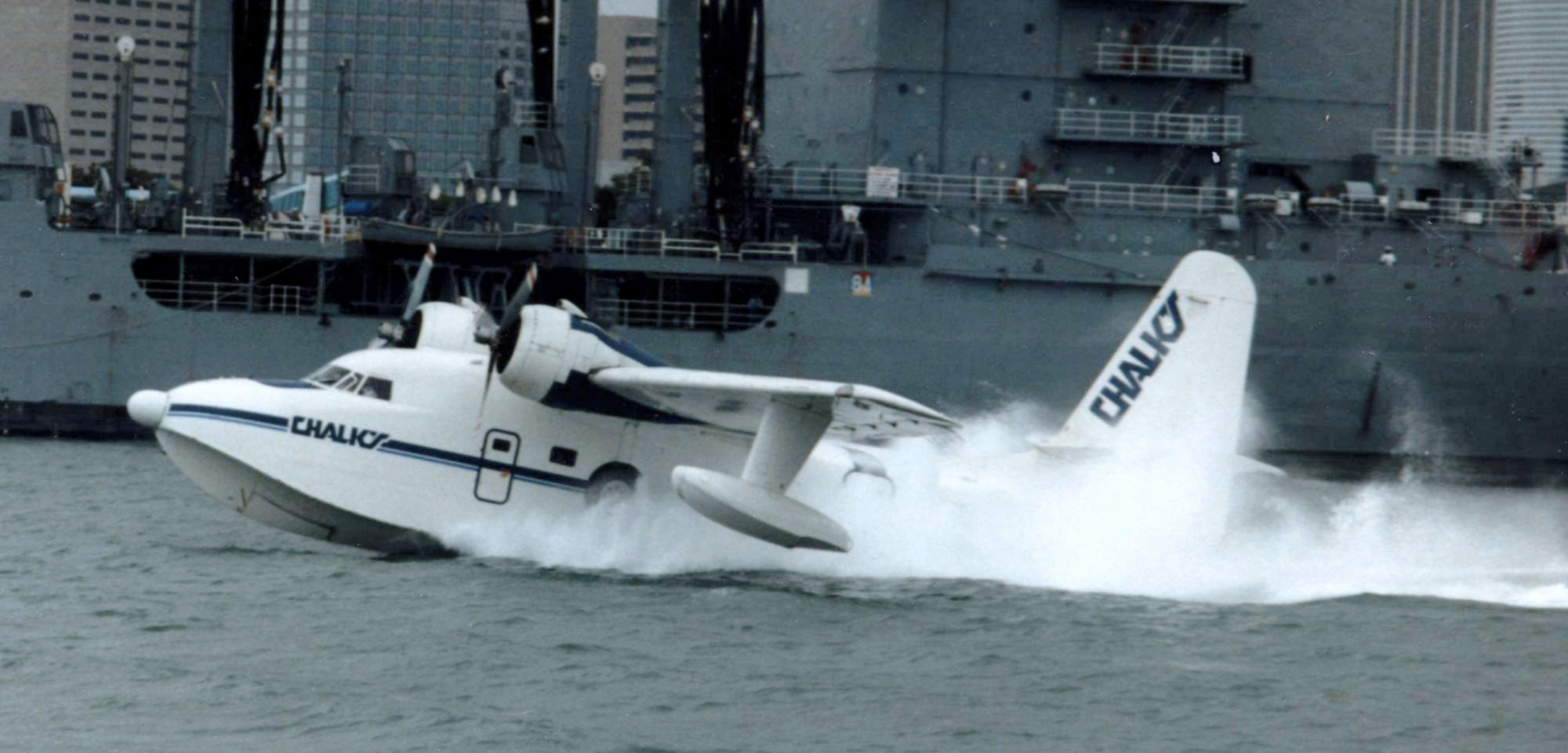
Chalk’s Grumman Albatross посадка в гавани Майами, рейс из Нассау, Багамы, в марте 1987

В 1974 году «Resorts International», владелец крупной сети гостиниц и курортной инфраструктуры, купила авиакомпанию и сделала её своим основным авиаперевозчиком, осуществляющим рейсы на курортный остров Парадиз (Paradise Island), расположенный неподалёку от столицы Багамских островов Нассау. «Resorts International» продала компанию в 1991 году корпорации «United Capital CorporationUnited Capital Corporation» из Иллинойса.
К 1985 году весь флот компании состоял из восьми самолетов-амфибий Grumman Mallards (три гражданские турбовинтовые версии и пять переделанных военных версий).
В периоде с 1996 по 2006 год авиакомпания переходила к различным собственникам и несколько раз меняла название, но 2006 году было возвращено старое название.
Авиакомпания осуществляла перелеты с острова Уотсон вблизи порта и центра города Майами в течение 75 лет, но после 11 сентября 2001 года была вынуждена по соображениям безопасности перенести главный хаб в Форт-Лодердейл, где уже была подготовлена техническая база.
Авиакомпания приостановила свою деятельность после катастрофы рейса 101 19 декабря 2005 года. Авиакомпания планировала возобновить полеты между Форт-Лодердейлом и Багамскими островами 9 ноября 2006 года, но сертификат летной годности, выданный для полетов на Багамские острова, истек. С ноября 2006 года компания осуществляла рейсы из Форт-Лодердейла до Ки-Уэста и в Сент-Питерсберг, отдав самолёты и экипажи под управление авиакомпании Big Sky Airlines, в конце мая 2007 добавились рейсы в международный аэропорт Палм-Бич (PBIA), но перевезено было только 14 пассажиров. Полёты от Форт-Лодердейла прекратились c 3 сентября 2007 года. Авиакомпания перестала существовать как самостоятельное авиапредприятие из-за отзыва лицензий на обслуживание самолетов и самостоятельные рейсы, но осуществляла деятельность под управлением и маркой Big Sky Airlines.
Chalks была самой старой постоянно действующей авиакомпанией в мире, начав работать в 1917 году и осуществлять обычные рейсы с февраля 1919 года. Рейсы не осуществлялись только в течение трёх лет из-за Второй мировой войны, два дня в 1992 году из-за урагана Эндрю и одиннадцать месяцев из-за катастрофы 19 декабря 2005 года.
После отзыва лицензии, статус самой старой авиакомпании перешёл к голландской KLM, основанной несколько позже — в 1919 году.

## Флот компании
В 2006 авиакомпания арендовала несколько Beechcraft 1900 у авиакомпании Big Sky Airlines, которые были позже заменены на 2 Saab 340A и другие суда, взятые в мокрый лизинг (то есть вместе с экипажем). При содействии федерального управления гражданской авиации компания сделала основой своего флота самолёты Grumman G-73T Mallard.
По состоянию на март 2007 года флот Chalk’s International Airlines составляли:
- 5 Grumman G-73 Mallard
- 2 Saab 340A (аренда у Bimini Island Air).

## Инциденты и катастрофы
- В 1994 году, капитан Джон Альберто (John Alberto) и второй пилот Алан Тёрнер (Alan Turner) утонули из-за отказа помпы в гидросамолёте во время руления в Ки-Уэсте. У капитана Альберто была жена и двое детей. Джимми Баффетт посвятил главу капитану Альберто (Jimmy Buffett) в своей книге «A Pirate Looks At Fifty».
- 19 декабря 2005 года Grumman G-73 Mallard, выполнявший регулярный рейс 101 из Форт-Лодердейла в Бимини, потерпел катастрофу на побережье Майами. После незапланированной остановки в аэропорту Уотсон[6], пролетая побережье Майами, самолёт упал в море[11][12]. Национальный совет по безопасности на транспорте, изучая показания очевидцев трагедии и видеозапись катастрофы, сделанную на мобильный телефон, выяснил, что у гидросамолёта в полёте оторвало правую часть крыла. В результате катастрофы погибло двадцать человек (восемнадцать пассажиров и два пилота). На место крушения первыми прибыли пляжные спасатели, потом — корабли береговой охраны. Сначала во время поиска погибших было найдено только 18 тел, но 23 декабря двое пожарных, рыбачивших на побережье, обнаружили ещё двоих жертв трагедии. Расследование установило, что причиной трагедии стала усталость металла в конструкции планера, а точнее — трещина главной опорной балки. Трещина появилась из-за возраста самолета (построен в 1947 году) и плохого технического обслуживания[13][14]. Спустя несколько месяцев после катастрофы министерство транспорта США отозвало у авиакомпании лицензию на полёты.